# Suomussalmi
Suomussalmi és una localitat a l'Oest de Finlàndia, situada a la província de Finlàndia Occidental. El 31 de desembre del 2023 tenia una població de 7.172 habitants amb una densitat d'1,9 hab./km². Aquesta petita ciutat és també coneguda perquè durant la Guerra d'Hivern s'hi lluità la batalla de Suomussalmi, durant la qual les forces fineses van aturar i derrotar l'Exèrcit Roig, molt superior en homes i armament.